# Большой Матросский переулок
Большой Матросский переулок — улица района Сокольники Восточного административного округа города Москвы. Расположена между улицей Матросская Тишина и Русаковской набережной. Протяжённость — 320 метров.

## История
Переулок получил своё название по находившейся на улице Матросская Тишина богадельне для престарелых матросов.
Известен с XIX века. Назван по соседству с улицей Матросская Тишина. Слово большой отличало его от Матросского переулка, переименованного впоследствии в улицу Гастелло.

## Примечательные здания и сооружения
Единственное здание в Большом Матросском переулке — жилой дом, построенный в 1956 году по проекту магистральной мастерской № 12 института «Моспроект». Архитекторы: А. Алексеев, Н. Преображенская, Н. Соловьёва; инженер Ю. Апфельбаум.

## Транспорт
Ближайшие остановки общественного транспорта:
- Остановка «Улица Матросская Тишина, 16»:
  - Автобус № 78;
- Остановка «Улица Короленко — Социальный университет»:
  - Автобус № т14, т32, т41, 78, 265, 716;
- Остановка «Малая Остроумовская улица»:
  - Трамвай № 4л, 4пр, 7, 13.

Ближайшие станция метро —  Сокольники,  Сокольники,  Электрозаводская и  Электрозаводская.
Ближайшая железнодорожная станция —  Электрозаводская.